# دهستان خرم‌دشت (فامنین)
خرم دشت، دهستانی از توابع بخش مرکزی شهرستان فامنین در استان همدان ایران است.

## جمعیت
براساس سرشماری سال ۱۳۸۵ جمعیت آن ۱۴٬۰۵۰ نفر (۳٬۳۰۸ خانوار) بوده‌است.